# Padilla griswoldi
Padilla griswoldi là một loài nhện trong họ Salticidae.
Loài này thuộc chi Padilla. Padilla griswoldi được Daniela Andriamalala miêu tả năm 2007.